# Bab El-Oued
Bab El-Oued és un barri popular d'Alger, la capital d'Algèria. Fins a l'any 1962 era el barri principal de la població europea de la ciutat. El barri de Bab El-Oued delimita al nord-est pel mar (Bulevard Mira), a l'oest per la vila de Bologhine i la muntanya de Bainem, al sud-oest per la vila de Frais-Vallon i a l'est per la Casbah.